# Graduation Day 1966: Live at the University of Michigan
Graduation Day 1966: Live at the University of Michigan es un álbum de descarga digital en vivo de The Beach Boys editado en 2016, que contiene dos conciertos dados en la Universidad de Míchigan en octubre de 1966. Se editó en formato digital al igual que otras compilaciones como The Big Beat 1963, para que Capitol no perdiese los derechos de autor de las grabaciones, puesto que pasados 50 años las grabaciones inéditas pasan al dominio público. Este material se había editado por el sello Sea of Tunes (sin ninguna relación con la editorial Sea of Tunes) en The Live Box como disco pirata.
Se trata de un material muy importante en la historia del grupo, y que captó mucha atención en los fanáticos del mismo, por capturar el momento de transición donde el quinteto interpretaba, como podían, las complejas canciones de Pet Sounds para ir dejando de lado los clásicos surf rock de años anteriores, muestra de ello es el compacto o medley que hacen de las canciones "Fun, Fun, Fun / Shut Down / Little Deuce Coupe / Surfin' USA" (o "Surfin' Safari / Fun, Fun, Fun / Shut Down / Little Deuce Coupe / Surfin' USA" en el otro concierto), para poner más énfasis en nuevas canciones. Es de destacar que tiene una de las primeras interpretaciones en vivo de "Good Vibrations".
Brian Wilson, quien ya no estaba de gira con el grupo desde el año anterior, estuvo dentro del camión de grabación supervisando el registro del concierto. Se subió al escenario para "Johnny B Goode", aunque no está claro su papel durante la canción.

## Lista de canciones
Todas las canciones escritas y compuestas por Brian Wilson y Mike Love, excepto donde está indicado. 
| Live at the University of Michigan - Show 1 |                                                                        |          |  |
| N.º                                         | Título                                                                 | Duración |  |
| 1.                                          | «Help Me Rhonda»                                                       | 3:10     |  |
| 2.                                          | «I Get Around»                                                         | 2:25     |  |
| 3.                                          | «Medley: Fun, Fun, Fun / Shut Down / Little Deuce Coupe / Surfin' USA» | 3:51     |  |
| 4.                                          | «Surfer Girl»                                                          | 3:13     |  |
| 5.                                          | «Papa-Oom-Mow-Mow»                                                     | 3:00     |  |
| 6.                                          | «You're So Good to Me»                                                 | 2:25     |  |
| 7.                                          | «You've Got to Hide Your Love Away»                                    | 3:32     |  |
| 8.                                          | «California Girls»                                                     | 2:42     |  |
| 9.                                          | «Sloop John B»                                                         | 3:00     |  |
| 10.                                         | «Wouldn't It Be Nice»                                                  | 2:10     |  |
| 11.                                         | «God Only Knows»                                                       | 3:01     |  |
| 12.                                         | «Good Vibrations»                                                      | 4:37     |  |
| 13.                                         | «Graduation Day»                                                       | 4:04     |  |
| 14.                                         | «Barbara Ann»                                                          | 3:52     |  |

Todas las canciones escritas y compuestas por Brian Wilson y Mike Love, excepto donde está indicado. 
| Live at the University of Michigan - Show 2 |                                                                                         |          |  |
| N.º                                         | Título                                                                                  | Duración |  |
| 15.                                         | «Help Me Rhonda»                                                                        | 3:02     |  |
| 16.                                         | «I Get Around»                                                                          | 2:24     |  |
| 17.                                         | «Medley: Surfin' Safari / Fun, Fun, Fun / Shut Down / Little Deuce Coupe / Surfin' USA» | 3:49     |  |
| 18.                                         | «Surfer Girl»                                                                           | 3:52     |  |
| 19.                                         | «Papa-Oom-Mow-Mow»                                                                      | 2:22     |  |
| 20.                                         | «You're So Good to Me»                                                                  | 2:16     |  |
| 21.                                         | «You've Got to Hide Your Love Away»                                                     | 3:34     |  |
| 22.                                         | «California Girls»                                                                      | 5:07     |  |
| 23.                                         | «Sloop John B»                                                                          | 3:33     |  |
| 24.                                         | «Wouldn't It Be Nice»                                                                   | 3:27     |  |
| 25.                                         | «God Only Knows»                                                                        | 2:56     |  |
| 26.                                         | «Good Vibrations»                                                                       | 5:09     |  |
| 27.                                         | «Graduation Day»                                                                        | 3:59     |  |
| 28.                                         | «Barbara Ann»                                                                           | 3:55     |  |

| Bonus track |                                |          |  |
| N.º         | Título                         | Duración |  |
| 29.         | «Johnny B. Goode»              | 3:59     |  |
| 30.         | «KOMA Radio Spot»              | 0:14     |  |
| 31.         | «Row Row Row Your Boat (Live)» | 0:36     |  |